# Il paradiso delle dee
Il paradiso delle dee (女神天国?, Megami tengoku) è un OAV giapponese in due episodi di genere ecchi, diretto da Katsuhiko Nishijima nel 1995. L'opera è tratta dal manga omonimo di Akihiro Yoshizane e Miyasumi. In Italia l'OAV è stato distribuito da Dynamic Italia su VHS.

## Trama
La storia è ambientata nel mondo di Paradesia, una sorta di Olimpo abitato solo da Divinità di genere femminile. In questo mondo pacifico è in corso la successione al ruolo di Dea Madre, governante del regno e deputata alla purificazione degli influssi malvagi provenienti dalla Terra ove vivono gli umani. Alla giovane dea Lilith viene affidato l'incarico di trovare le persone più adatte a diventare le sacerdotesse della Dea Madre, ma forze oscure tramano nell'ombra.

## Doppiaggio
| Personaggio  | Doppiatore originale | Doppiatore italiano      |
| ------------ | -------------------- | ------------------------ |
| Lilith       | Yuri Shiratori       | Emanuela Pacotto         |
| Lulubel      | Hekiru Shiina        | Lara Parmiani            |
| Stasia       | Kikuko Inoue         | Marcella Silvestri       |
| Juliana      | Megumi Ogata         | Roberta Gallina Laurenti |
| Rouge        | Kumiko Watanabe      | Stefania Patruno         |
| Maharaja     | Yūko Kobayashi       | Cinzia Massironi         |
| Angela       | Yugo Nagashima       | Elisabetta Spinelli      |
| Pastel       | Kyoko Hikami         | Tosawi Piovani           |
| Dea Madre    | Atsuko Tanaka        | Donatella Fanfani        |
| Madre Oscura | Masako Katsuki       | Lisa Mazzotti            |

## Episodi
| Nº | Titolo italiano Giapponese 「Kanji」 - Rōmaji                                                                                    | Prima edizione | Prima edizione |
| Nº | Titolo italiano Giapponese 「Kanji」 - Rōmaji                                                                                    | Giapponese     |                |
| 1  | Paradise Revolution! 「パラダイス・レボリューション 集え ママメガの巫女たち」 - Paradise Revolution Tsudoe Mamamega no Mikotachi | 7 giugno 1995  |                |
| 2  | Paradise Lost!? 「パラダイス・ロスト？ 打ち払え！ ヤミママの脅威」 - Paradise Lost? Uchibarae! Yamimama no Kyōi                  | 4 agosto 1995  |                |